# Robert Wlérick
Robert Wlérick fue un escultor francés, nacido el 13 de abril de 1882 en Mont de Marsan y fallecido el 7 de marzo de 1944 en París.

## Datos biográficos
Su padre fue un trabajador de la madera y tendero en una tienda de la calle del Château Vieux. Fue en la escuela secundaria Víctor Duruy de Mont de Marsan donde su maestro Ismael Morin señaló su don para el dibujo. Desde 1897, el joven trabaja en el taller familiar de Mont-de-Marsan, y se dedica a las técnicas de la escultura con Ismael Morin. Luego se fue a estudiar en la Ecole des Beaux-Arts de Toulouse durante cinco años, de 1899 a 1904.
Después de su servicio militar, Robert Wlérick se trasladó a París. En los museos, descubrió la escultura antigua y se fijó en los escultores italianos del Quattrocento. En lugar de inscribirse en la Escuela de Bellas Artes, donde la educación se basaba en la representación realista de los modelos y principios alejados de las convicciones artísticas del artista, sigue los cursos del estudio del modelo vivo. Luego conoció, a través de su mayor amigo Despiau, a un grupo de escultores conocidos como "la Banda de Schnegg" (ayudante de Rodin). Poco a poco renueva por completo su enfoque de la escultura y se dedica a un arte de síntesis y de interpretación cada vez más desnudo, donde todos los detalles decorativos son eliminados. Destruye las primeras obras del taller de Mont de Marsan, pero afortunadamente deja intacto "el niño de los cascos", un regalo de Morin al Museo Despiau-Wlérick, una obra muy apreciada por los visitantes. Un buen ejemplo de los inicios del artista, esta figura de expresión divertida, aporta un regusto característico del estilo anecdótico muy apreciado en la escultura francesa del siglo XIX.
En 1913, Robert Wlérick comenzó a enseñar en la Escuela Germain Pilon, en la Escuela de Artes Aplicadas y en la Grande Chaumière. Tuvo entre sus alumnos a Louis Leygue . Robert Wlérick exhibe en el Salón de la Sociedad Nacional de Bellas Artes y en 1917, participa con Bourdelle, Dejean, Despiau y Maillol en la fundación del Salon des Tuileries. También participa en el Salón de los Artistas decoradores en la Exposición Internacional de Artes Decorativas de 1925, donde está representado por cuatro obras, y envió regularmente obras al Salón de Otoño.
Murió de enfermedad y privaciones en 1944. Durante sus últimos momentos siguió trabajando.

## Obras

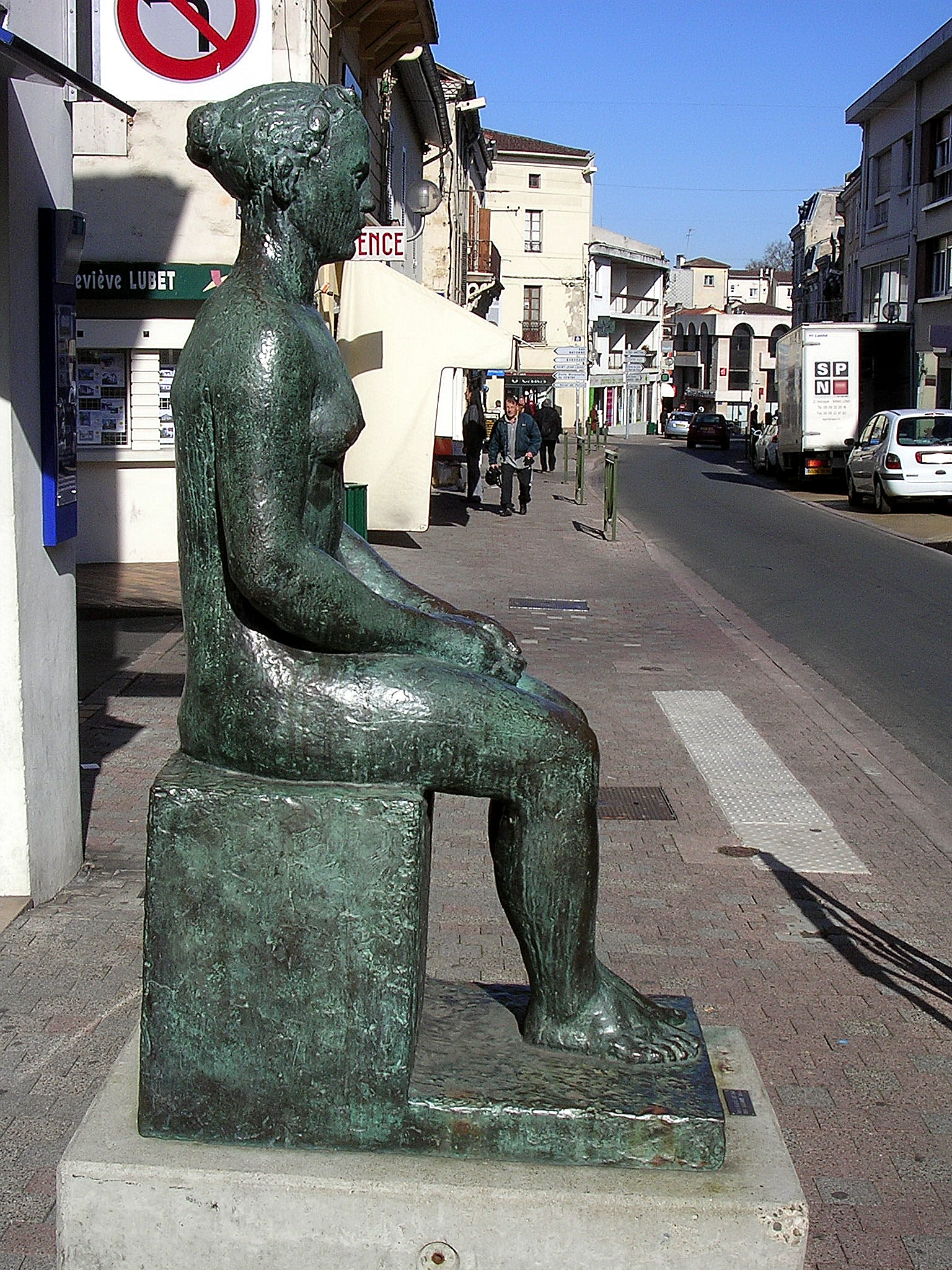
Calma Helénica - Calme hellénique, (1928-29), instalada en la rue Gambetta de Mont-de-Marsan

El arte de Robert Wlérick se caracteriza por una fuerte intensidad en la construcción plástica, que tiene su culmen en los trabajos producidos a partir de 1925. Aclamado por sus contemporáneos como el heredero de Jean Goujon , dedicó su vida en la búsqueda de un arte calmado, sereno, equilibrado y ordenado, repudiando el realismo "hablador" , la declamación y el lirismo. 

### La landesa de la capucha-La landaise au capulet

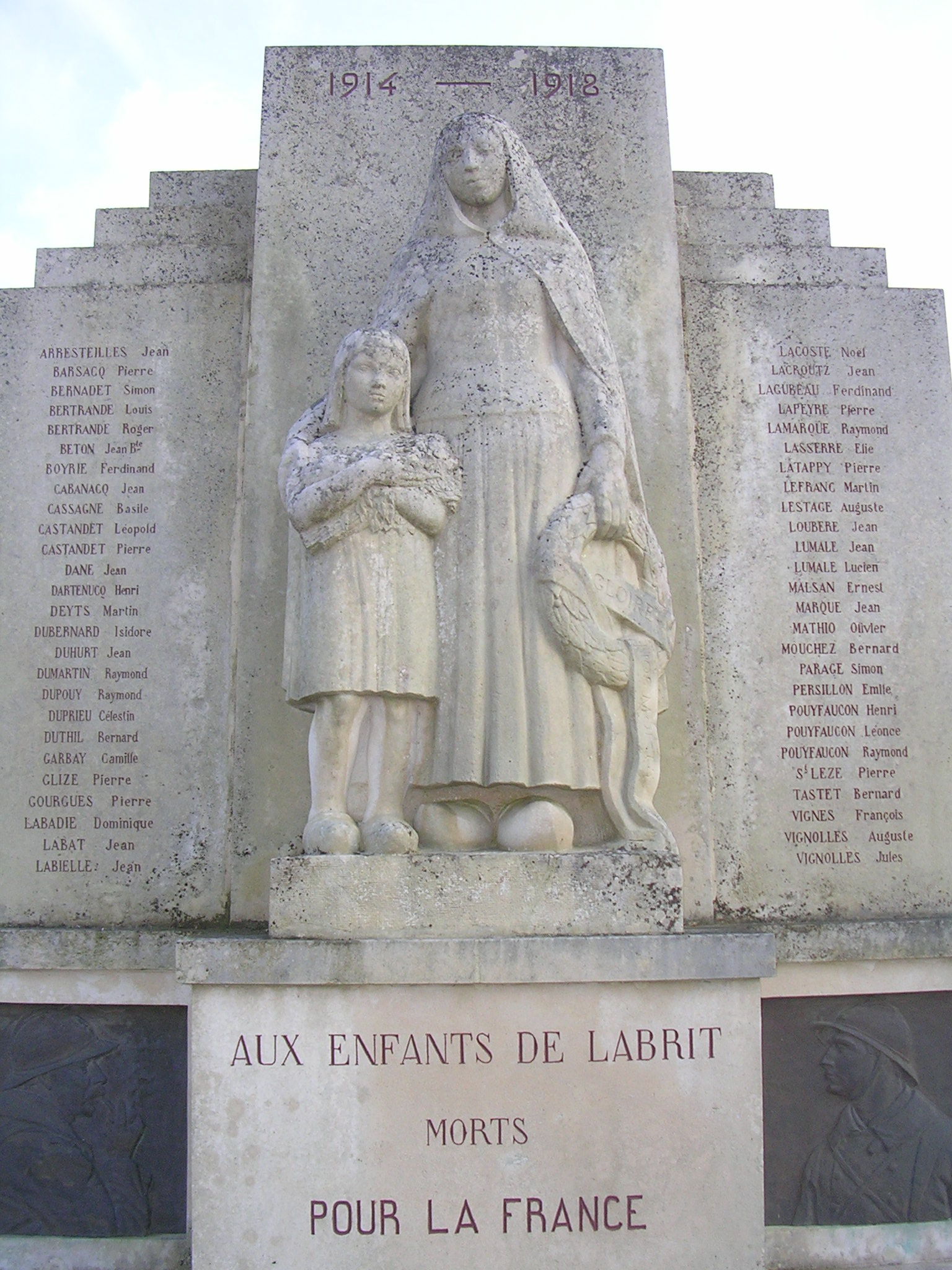
Monumento a los muertos de Labrit

Después del armisticio de 1918 , al igual que muchos escultores de su época, Robert Wlérick estuvo involucrado en la construcción de monumentos que se levantaron en todas las comunas de Francia y en otros países beligerantes. Entre 1918 y 1920 , recibió encargos de las ciudades de Labrit , Morcenx y Saugnacq-et-Muret . Uno de los detalles más llamativos del Monumento a los muertos encargado por la ciudad de Labrit , es la landesa de la capucha, cuyo rostro es el de la esposa del escultor. Extraído de un estudio de tamaño medio, se presenta en el Museo de Mont-de-Marsan. Realizó diferentes reproducciones (en bronce y terracota), de este busto y el bronce está firmado "Wlérik".

### La estatua del mariscal Foch y la disputa del quepis

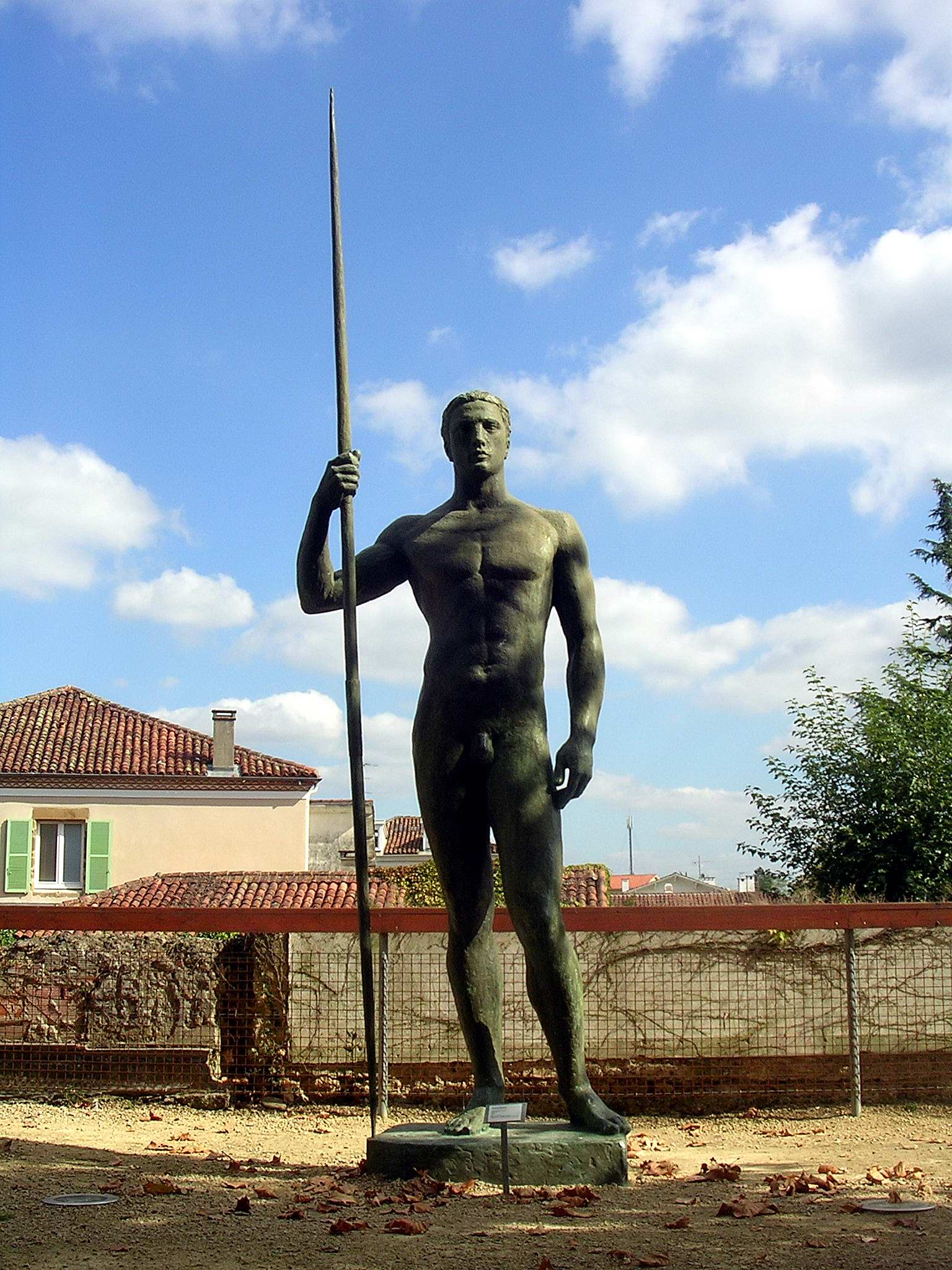
Atleta de jabalina o Hércules - Athlète au javelot ou Hercule, (1939-43), instalada en los jardines del museo-Despiau Wlérick de Mont-de-Marsan

En junio de 1936, Robert Wlérick fue invitado por el comité presidido por el general Weygand, a participar en un concurso restringido para hacer la estatua ecuestre del Mariscal Foch, de la Plaza de Trocadero en la colina de Chaillot. Para este encargo monumental se unió a su amigo y alumno de Raymond Martin (1910-1992), con quien había colaborado en 1935 en un monumento a la memoria del rey Alberto I de Bélgica. La representación del mariscal Foch, con la cabeza descubierta, sorprendió al Estado Mayor y fue elegida por los miembros representantes de la comisión encargada de seleccionar al ganador, pero con el firme apoyo de Albert Besson, entonces vicepresidente del Consejo General del Sena y herido de guerra, el proyecto es encargado a Robert Wlérick en diciembre de 1936.
El monumento no estuvo completo al morir el escultor montesino, el 7 de marzo de 1944 y es Raymond Martin quien completó la estatua, a pesar de las dificultades de la ocupación.
En la personalidad del mariscal Foch (1851 - 1929) que se distinguió en el Marne y en Flandes en 1914 antes de liderar la batalla del Somme en 1916 y de comandar las tropas aliadas en 1918 que llevó a la victoria, Wlérick y Martin quisieron poner de manifiesto la personalidad del pensador militar. Está representado con la cabeza descubierta y su aire determinado que no era visible llevando el Quepis. En esta imagen se produce una interpretación gloriosa de la famosa estatua ecuestre de Marco Aurelio en el Capitolio de Roma, adoptada por el implacable Gattamelata de Donatello en Padua. La sencillez de los planos reducidos al máximo, la cadencia geométrica del caminar prestigioso se afirma con la honestidad y pureza de la actitud imperiosa del mariscal. "Es el mismo Foch, con su cara hermosa, distinguida, voluntaria y muy humana." La base de ocho metros de altura fue diseñada por los arquitectos Carlu, Boileau y Azema. El animal elegido fue un caballo de armas, más corpulento que el pura sangre que montó Foch, pero el pura sangre no era apto para la masa de un monumento de proporciones tan gigantescas.
Un modelo de madera solicitado por el Ministro de Bellas Artes, Jean Zay, fue producido en 1939, a tamaño de la obra final, y fue instalado en la ubicación prevista: la explanada entre las dos alas del Palacio de Chaillot. Esta obra única, con finas tiras de madera en un marco interior, fue donado por los herederos de Martin al Museo Despiau -Wlérick en 1992 , tres meses después de la muerte del escultor, que la conservó con gran cuidado en uno de sus talleres de Cachan. Se encuentra actualmente en una sala de almacenamiento en Mont-de-Marsan. Las familias Wlérick y Martin ofrecieron los estudios y modelos relativos a la estatua ecuestre del Mariscal. El museo Despiau-Wlérick también tiene la cabeza del Mariscal y la cabeza del caballo, los fragmentos conservados del modelo original y mostrados en la Sala Wlérick.

### Otros encargos importantes
Robert Wlérick participó en la Exposición Internacional de las artes y las técnicas de 1937 con otros encargos, tales como un Zeus, para el Pabellón de la Electricidad, La Ofrenda para el Petit Palais y La Juventud, expuesta con los "Maestros del arte independiente ".
El Zeus fue fundido en bronce en una sola pieza , propiedad de la Compañía parisina de distribución eléctrica , durante mucho tiempo visible en la sede parisina de la EDF antes de ser expuesta desde diciembre de 2009 en el Museo Electropolis de Mulhouse. De esta obra el Museo de Mont-de-Marsan expone el yeso original tintado. También el escultor extrajo el Torso de Zeus, completamente reinterpretado , también conocido como el "torso de atleta ". La luz pasa de manera diferente en este torso firme y tendido, que ofrece la visión de un cuerpo sano y exaltado y del que Patrice Dubois ha dicho: « Il n'est pas un pouce du modelé qui ne soit scellé par un frémissement ». La obra está limitada a ocho ejemplares y cuatro pruebas de artista. La primera fundición forma parte de las colecciones del Museo Nacional de Arte Moderno. La copia 3/8 pertenece al museo Despiau-Wlérick .
Aún en el marco de la Exposición Internacional de Artes y Técnicas de 1937, Robert Wlérick realizó la figura de Pomona para la decoración del nuevo Palacio de Chaillot. El Museo de Mont-de-Marsan presenta un esbozo de bronce de la estatua de piedra instalada al pie de la escalera este de Chaillot. La obra está producida durante una sesión de pose. La tirada de bronce está limitada a diez ejemplares, dos pruebas de artista y la pieza fundida del museo Despiau-Wlérick .

### Roland
En 1937 Robert Wlérick concibió desde el principio el proyecto de una estatua de 5 metros de altura, símbolo de Francia, y realizó los bocetos en yeso de una docena de estados diferentes. Dos reproducciones están hechas de bronce, una de 84 cm en 1940 , otra de 125 cm en 1942 - 1943 (fundición de la Fundación de Coubertin ). El escultor ha dado a este trabajo, ejemplo de su compromiso con la figura femenina, el nombre de su modelo, Rolande.

## La posteridad
Su esposa seguirá promoviendo su trabajo y participó en la organización de una gran retrospectiva de obras de Wlérick con el pintor Maurice Boitel en el Salon de la Société Nationale des Beaux-Arts en la década de 1960 .
En 1994 , para conmemorar el quincuagésimo aniversario de la muerte de Wlérick, cuatro museos franceses como el Musée Bourdelle en París y el Museo de Mont-de-Marsan organizaron una exposición de sus estudios, bocetos y dibujos. En 1991 se publicó una antología de textos. El año 1999 estuvo marcado por la publicación de las actas del simposio de 1995 . Continuando el apoyo a la perpetuación de una obra muy personal y de un escultor moderno que se basa en el cuerpo humano y especialmente el retrato y el desnudo, en donde el escultor pudo ver, citando a Paul Roudié, "un lado eterno. "
El hijo de Robert Wlérick es el astrónomo Gerard Wlérick , miembro del Institut de France .
Las principales obras del artista se exhiben en el Museo de Mont-de-Marsan , con las de otro escultor montañés, Charles Despiau (1874-1946) . Algunos trabajos también se exhiben en la Fundación de Coubertin , en Saint-Rémy-lès-Chevreuse (Yvelines). 